# Graeme Garden
David Graeme Garden (Aberdeen, 18 febbraio 1943) è un attore, comico e conduttore televisivo scozzese, noto per essere stato un membro dei The Goodies.
È apparso inoltre in molte serie televisive comiche britanniche degli anni sessanta e '70 come Twice a Fortnight, Broaden Your Mind e Yes Minister e nel programma radiofonico I'm Sorry, I'll Read Again.
È laureato in medicina. Attualmente vive a Oxfordshire con la moglie Emma e il figlio Tom. Garden ha anche altri due figli, Sally e John, dal suo precedente matrimonio con Mary Elizabeth Wheatly Grice.

## Filmografia

### Attore
- Dottori in allegria (Doctor in the House) - serie TV (1970)
- Una signora chiamata presidente (Whoopse Apocalypse)  (1986)
- Under the Bed, regia di Colin Finbow (1988)
- The Student Prince (1997)
- Miss Marple (Agatha Christie's Marple) - serie TV, episodio 3x04 (2007)

### Autore
- Dottori in allegria (Doctor in the House) - serie TV (1969-1970)
- Equal Partners (1971)
- The Goodies - serie TV (1970-1982)